# Championnat du Mexique de football 1967-1968
Navigation
Saison précédente Saison suivante
La Primera División 1967-1968 est la vingt-cinquième édition de la première division mexicaine.
Lors de ce tournoi, le Club Toluca a conservé son titre de champion du Mexique face aux quinze meilleurs clubs mexicains.
Chacun des seize clubs participant au championnat était confronté deux fois aux quinze autres.
Seulement une place était qualificative pour la Coupe des champions de la CONCACAF.

## Les 16 clubs participants
| \| Mexico: Club América CF Atlante Club Necaxa Pumas UNAM Guadalajara: CF Atlas Chivas de Guadalajara Oro de Jalisco CD Cruz Azul —— Oro Morelia Deportivo Veracruz CF Monterrey Nuevo León FC / Deportivo Toluca FC FC León \ Mexico Guadalajara AC Pachuca Deportivo Irapuato \| Localisation des clubs engagés dans le championnat. |
| Mexico: Club América CF Atlante Club Necaxa Pumas UNAM Guadalajara: CF Atlas Chivas de Guadalajara Oro de Jalisco CD Cruz Azul —— Oro Morelia Deportivo Veracruz CF Monterrey Nuevo León FC / Deportivo Toluca FC FC León \ Mexico Guadalajara AC Pachuca Deportivo Irapuato                                                           |

| Club                  | Stade                            | Capacité          | Ville              |
| Club América          | Stade Azteca                     | 105 064           | Mexico             |
| CF Atlante            | Stade Azteca                     | 105 064           | Mexico             |
| CF Atlas              | Stade Jalisco                    | 56 713            | Guadalajara        |
| Club Necaxa           | Stade Azteca                     | 105 064           | Mexico             |
| CD Cruz Azul          | Stade du 10-Décembre             | 17 000            | Ciudad Cooperativa |
| Chivas de Guadalajara | Stade Jalisco                    | 56 713            | Guadalajara        |
| Deportivo Irapuato    | Stade inconnu                    | Capacité inconnue | Irapuato           |
| Oro de Jalisco        | Stade Jalisco                    | 56 713            | Guadalajara        |
| FC León               | Stade Nou Camp                   | 30 000            | León               |
| CF Monterrey          | Stade Tecnológico                | 33 485            | Monterrey          |
| Oro Morelia           | Campo Morelia                    | Capacité inconnue | Morelia            |
| Nuevo León FC (en)    | Stade inconnu                    | Capacité inconnue | Monterrey          |
| AC Pachuca            | Stade de la Révolution Mexicaine | 3 500             | Pachuca            |
| Pumas UNAM            | Stade Olímpico Universitario     | 62 214            | Mexico             |
| Club Toluca           | Stade Nemesio Díez               | 27 000            | Toluca             |
| Deportivo Veracruz    | Parc Deportivo Veracruzano (en)  | 12 000            | Veracruz           |

## Compétition
Les seize équipes s'affrontent à deux reprises selon un calendrier tiré aléatoirement.
Le classement est établi sur l'ancien barème de points (victoire à 2 points, match nul à 1, défaite à 0).
Le départage final se fait selon les critères suivants si le titre ou la relégation sont en jeu :
- Le nombre de points.
- Un match de départage.

Sinon le départage final se fait selon les critères suivants :
- Le nombre de points.
- La différence de buts générale.
- La différence de buts particulière.
- Le nombre de buts marqué à l'extérieur.
- Le tirage au sort.

### Classement
| Rang | Équipe                | Pts | J  | G  | N  | P  | Bp | Bc | Diff |
| ---- | --------------------- | --- | -- | -- | -- | -- | -- | -- | ---- |
| 1    | Club Toluca (T)       | 44  | 30 | 18 | 8  | 4  | 56 | 28 | +28  |
| 2    | Pumas UNAM            | 40  | 30 | 16 | 8  | 6  | 46 | 31 | +15  |
| 3    | Deportivo Veracruz    | 39  | 30 | 15 | 9  | 6  | 46 | 28 | +18  |
| 4    | Club Necaxa           | 36  | 30 | 14 | 8  | 8  | 38 | 28 | +10  |
| 5    | FC León               | 35  | 30 | 13 | 9  | 8  | 46 | 35 | +11  |
| 6    | Chivas de Guadalajara | 34  | 30 | 13 | 8  | 9  | 51 | 35 | +16  |
| 7    | CD Cruz Azul          | 34  | 30 | 12 | 10 | 8  | 36 | 30 | +6   |
| 8    | CF Atlante            | 33  | 30 | 14 | 5  | 11 | 56 | 42 | +14  |
| 9    | Club América          | 29  | 30 | 6  | 17 | 7  | 27 | 25 | +2   |
| 10   | CF Atlas (C)          | 26  | 30 | 8  | 10 | 12 | 33 | 39 | -6   |
| 11   | Deportivo Irapuato    | 25  | 30 | 7  | 11 | 12 | 34 | 41 | -7   |
| 12   | AC Pachuca (P)        | 24  | 30 | 8  | 8  | 14 | 37 | 52 | -15  |
| 13   | Nuevo León FC (en)    | 22  | 30 | 8  | 6  | 16 | 41 | 61 | -20  |
| 14   | CF Monterrey          | 21  | 30 | 6  | 9  | 15 | 30 | 45 | -15  |
| 15   | Oro de Jalisco        | 21  | 30 | 5  | 11 | 14 | 35 | 57 | -22  |
| 16   | Oro Morelia           | 17  | 30 | 6  | 5  | 19 | 23 | 58 | -35  |

| Légende : Qualifications et relégations | Légende : Qualifications et relégations                                                              |
| --------------------------------------- | --- |
|                                         | Coupe des champions 1969 (1er tour de qualification)                                                 |
|                                         | Relégué en Primera División A                                                                        |
|                                         | (T) : Tenant du titre (C) : Vainqueur de la Copa México 1967-1968 (P) : Promu de la saison 1966-1967 |

## Bilan du tournoi
| Tableau d'Honneur    |             |
| Compétition          | Vainqueur   |
| Primera División     | Club Toluca |
| Copa México          | CF Atlas    |
| Campeón de Campeones | Club Toluca |

| Qualifications continentales 1968-1969 |             |
| Coupe des champions                    | Qualifiés   |
| 1er Tour de qualification              | Club Toluca |

| Promotions et relégations     |             |
| Relégué en Primera División A | Oro Morelia |
| Promu de Primera División A   | Laguna FC   |